# Пандо (департамент)
Па̀ндо (на испански: Pando) е един от 9-те департамента на южноамериканската държава Боливия. Разположен е в северната част на страната. Населението на департамента е 144 099 жители (по изчисления за юли 2018 г.), а общата му площ – 63 827 км². Столицата му е град Кобиха.

## Провинции
Департаментът е разделен на 5 провинции. Някои от тях са:
1. Абуна
2. Манурипи
3. Федерико Роман